# Фёдоров, Александр Александрович (1877)
Алекса́ндр Алекса́ндрович Фёдоров (1877 — после 1917) — русский офицер и общественный деятель, член III Государственной думы от Орловской губернии.

## Биография
Православный. Из потомственных дворян. Землевладелец Севского уезда (460 десятин).
По окончании Александровского лицея в 1895 году, поступил юнкером во флот. Был произведен в офицеры, совершил несколько заграничных плаваний.
В 1899 году вышел в запас в чине мичмана и поселился в своем родовом имении Севского уезда, где посвятил себя общественной деятельности. Избирался гласным Севского уездного и Орловского губернского земских собраний, Севским уездным предводителем дворянства (1907—1911, 1914—1917), состоя кандидатом на должность с 1901 года. В 1902—1903 годах был земским начальником в том же уезде.
На время русско-японской войны был призван на действительную службу, всю кампанию пробыл в Черноморском флоте. По окончании военных действий вышел в отставку в чине лейтенанта.
Состоял выборщиком во II Государственную думу. В октябре 1907 года был избран членом Государственной думы 3-го созыва от Орловской губернии. Входил во фракцию прогрессистов. Состоял членом комиссий: по государственной обороне, бюджетной, по исполнению государственной росписи доходов и расходов.
Судьба после 1917 года неизвестна. Был женат.